# Estación Recoleta (Chile)
Recoleta (anteriormente denominada Angostura) fue una estación de ferrocarril que se hallaba dentro de la comuna de Ovalle, en la Región de Coquimbo de Chile. El sector donde estaba la estación corresponde a un poblado ubicado al norte de Ovalle.

## Historia
La estación fue inaugurada en 1870, cuando el ferrocarril que conectaría a La Serena y Coquimbo con Ovalle alcanzó la localidad denominada en ese entonces como Angostura. Se encontraba a 310 metros de altura sobre el nivel del mar.
Enrique Espinoza consigna la estación en 1897, así como también José Olayo López en 1910 y Santiago Marín Vicuña en 1916, quienes la incluyen en sus listados de estaciones ferroviarias, Mediante decreto del 19 de octubre de 1917 la estación cambió su nombre a «Recoleta». También aparece en mapas de 1929 en donde es mencionada con su nuevo nombre.
La estación dejó de prestar servicios cuando el Longitudinal Norte suspendió el transporte de pasajeros en junio de 1975. Mediante decreto del 13 de febrero de 1976 la estación fue suprimida. En las décadas siguientes el edificio de la estación sería abandonado y posteriormente demolido, quedando solo algunos cimientos.